# SpaceX Crew-2
SpaceX Crew-2 – drugi operacyjny lot kapsuły Crew Dragon na Międzynarodową Stację Kosmiczną. Wyznaczono dla tej misji pojazd Dragon C206. Start nastąpił 23 kwietnia 2021. Połączenie z ISS nastąpiło 24 kwietnia 2021. W misji została ponownie użyta kapsuła Endeavour biorąca wcześniej udział w misji SpaceX DM-2, oraz pierwszy stopień rakiety Falcon 9 użyty w misji Crew-1. Jest to, wyłączając loty programu STS, pierwszy przypadek ponownego użycia kapsuły oraz rakiety nośnej w misji załogowej w historii.

## Załoga

### Podstawowa[3]
- Robert Shane Kimbrough (3. lot) (USA, NASA)
- Katherine Megan McArthur (2. lot) (USA, NASA)
- Akihiko Hoshide (3. lot) (Japonia, JAXA)
- Thomas Pesquet (2. lot) (Francja, ESA)